# Jan Stoš z Kounic
Jan Stoš z Kounic a Deštného (německy Johann von Kaunitz), ve starých listinách uváděn jako Hanuš Stoš z Kounic (německy Hannusch 'Stooß' von Kaunitz) byl český šlechtic z rodu Stošů z Kounic v první polovině 16. století.

## Život
Jan z Kounic vedl zvláštní spor ohledně původu svého šlechtického titulu. Jan z Kounic osočil Jana Planknara z Kynšperka, že je nový rytíř, načež Planknar Kounicovi odpověděl, že je nový baron. V úterý po Květné neděli roku 1537 se proto konal soud na Pražském hradě složený z komise nejvýznamnějších českých pánů, před níž Kounic předložil doklady svého původu (sv. pán) a Planknar s osmi štíty své staré rytířství. Poté byly na přímé rozhodnutí krále všechny další spory v této věci ukončeny.

### Manželství a potomstvo
Jan Stoš byl ženatý s Annou Kotulinskou z Jelče († po roce 1551), s níž měl dceru Magdalenu.